# Frans-Indochinese piaster
De Frans-Indochinese piaster, ook wel piastre de commerce, was de officiële munteenheid van de Unie van Indochina tussen 1885 en 1952. Het was onderverdeeld in 100 cent, elk van 5 sapèque. De naam piaster (komt van de Spaanse mat die de "peso" (gewicht) werd genoemd wat een zilveren munt was die in die tijd in Azië circuleerde, en de naam was gebruikt voor veel valuta’s die op de Spaanse mat en later de Mexicaanse peso was gebaseerd.

## Geschiedenis
Voor de komst van de Fransen in het Indochinese schiereiland in de tweede helft van de negentiende eeuw circuleerden er kèpèng-munten gelijk aan die in China werden gebruikt in het gebied dat vandaag bekend is als Vietnam. Er waren ook zilveren munten met draken erop, deze munten zijn mogelijk een imitatie van de zilveren Spaanse matten en Mexicaanse peso’s die ook in de regio circuleerden, maar de drakendollars waren minder waard omdat hun fijnheid van inferieure kwaliteit was vergeleken met de Spaanse en Mexicaanse munten. In wat vandaag Laos en Cambodja is circuleerde de Siamese tical en had Cambodja hun eigen regionale variant van de tical.
De Fransen begonnen met het koloniseren van het Indochinese schiereiland in 1862 met Cochin-China wat een gebied rond de Mekongdelta was en het ruigweg de huidige zuidelijke regio van Vietnam omvat. Kort hierna werd de voormalige Siamese vazalstaat Cambodja een Frans protectoraat en in het jaar 1875 werd de Cambodjaanse frank geïntroduceerd ter vervanging van de Cambodjaanse tical. Ondanks het feit dat deze munten tussen 1875 en 1885 in België werden geslagen droegen zij het jaartal 1860. De Fransen introduceerde de zilveren cent munten in Frans-Cochin-China als subsidiaire munten van de Mexicaanse peso in plaats van munten subsidiair aan de Franse frank.
Vanaf 1884 waren Annam en Tonkin toegevoegd aan het Franse rijk in Zuidoost Azië, en in 1885 werden de eerste piastre de commerce en hun subsidiaire munten geïntroduceerd in alle Franse koloniën in het Indochinese schiereiland om de monetaire stabiliteit van deze Franse koloniën te versterken. De piaster had initieel dezelfde waarde als de Mexicaanse peso en was daarom een directe monetaire "afstammeling" van de Spaanse matten die via de Manillagaljoenen het verre oosten waren binnengekomen. In het begin was 1 piaster gemaakt van 24,4935 gram puur zilver maar dit werd later gereduceerd naar 24,3 gram in het jaar 1895.
De Unie van Indochina was een van de laatste plekken ter wereld waar de zilveren standaard nog gebruikt werd. De piaster bleef de zilveren standaard tot het jaar 1920 gebruiken wanneer het door de effect van de Eerste Wereldoorlog op de prijs van zilver aan de Franse frank werd gekoppeld op verschillende koersen en op het muntstelsel van de gouden standaard werd gebaseerd. De zilveren standaard werd weer in 1921 hersteld tot 1930 toen het weer aan de Franse frank werd gekoppeld met een vaste wisselkoers van 1 piaster voor 10 frank. Tijdens de Tweede Wereldoorlog toen de Unie van Indochina was bezet door Japan werd een vaste wisselkoers van 0,976 piaster voor 1 yen gehandhaafd, en na de oorlog werd de vooroorlogse wisselkoers met de Franse frank hersteld. Om na december 1945 de devaluatie van de Franse frank te vermijden werd een nieuwe wisselkoers van 1 piaster voor 17 frank gesteld.
In het jaar 1946 werd de Noord-Vietnamese dong op gelijke voet aan de piaster geïntroduceerd. In het jaar 1952 werd de Laotiaanse kip en later in 1953 werden de Cambodjaanse riel en Zuid-Vietnamese dong allemaal op gelijke voet aan de piaster geïntroduceerd. In het begin gebruikte de nieuwe papiergeld denominaties in zowel piasters als in de lokale valuta maar munten werden exclusief in de lokale munteenheden geslagen. Initieel waren al deze munteenheden gelijk aan de piastre en in 1953 was de wisselkoers van 1 piaster voor 10 Franse frank hersteld. De piaster bleef tot 1955 in Zuid-Vietnam en Cambodja circuleren en in Laos tot 1957.

## Munten

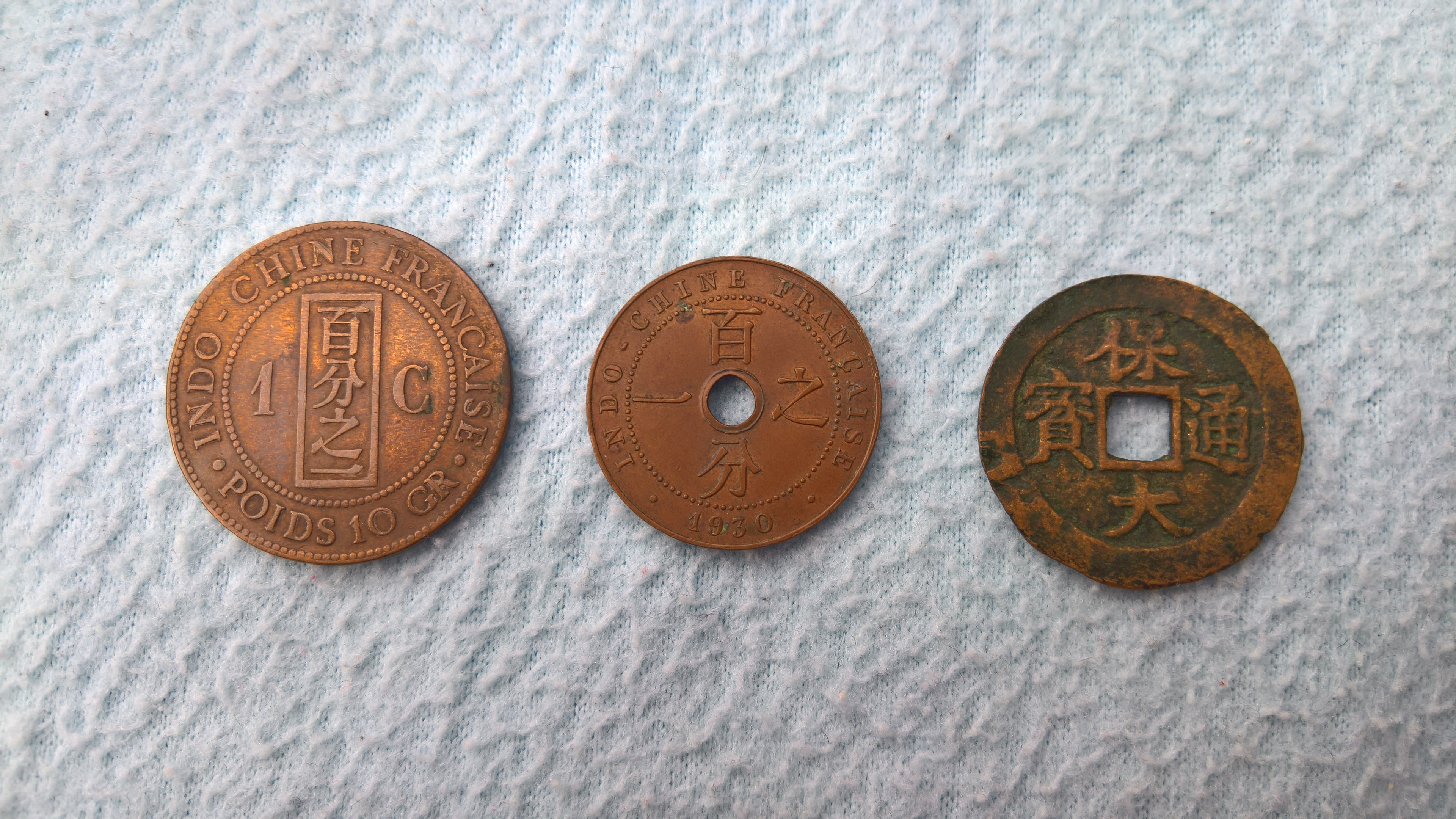
Lage denominatie bronzen munten geslagen vanaf 1886 tot 1945.

De eerste piastermunten waren in 1880 geïntroduceerd met een nieuwe serie eerst in 1883 dan een nieuwe serie in 1885, Etc. In 1885 waren de bronzen 1 cent en zilveren 10 cent, 20 cent, 50 cent en 1 piastermunten geïntroduceerd en werden opgevolgd met een bronzen munt van 1 sapèque (ronde munt met een vierkant gat in het middel) in 1887. In 1895 werd het gewicht van de zilveren munten verminderd omdat de vaste wisselkoers van de piaster met zilver was gedaald. Vanaf het jaar 1896 kreeg de 1 cent munt ook een at in het midden en in 1923 waren kopernikkel munten van 5 cent geïntroduceerd, en in 1935 bronzen munten van een ½ cent.
In 1939 waren de zinken ½ cent, nikkelen 10 cent en kopernikkel 20 cent geïntroduceerd. Munten met de naam "État Français" werden tussen 1942 en 1944 uitgegeven in denominaties van ¼ cent, 1 cent en 5 cent. Alle munten uit deze periode hadden gaten in het midden en de munt van ¼ cent was gemaakt van zink terwijl de 10 cent en 20 cent waren gemaakt van aluminium, later waren er munten zonder gat geïntroduceerd wat de aluminium 5 cent en de kopernikkel 1 piastermunten waren. De laatste piastermunten waren geslagen met de naam "Federatie van Indochina".
De eerste munten van de Laotiaanse kip dateren uit 1952 terwijl de eerste munten van de Zuid-Vietnamese dong en Cambodjaanse riel uit 1953 kwamen.

## Bankbiljetten

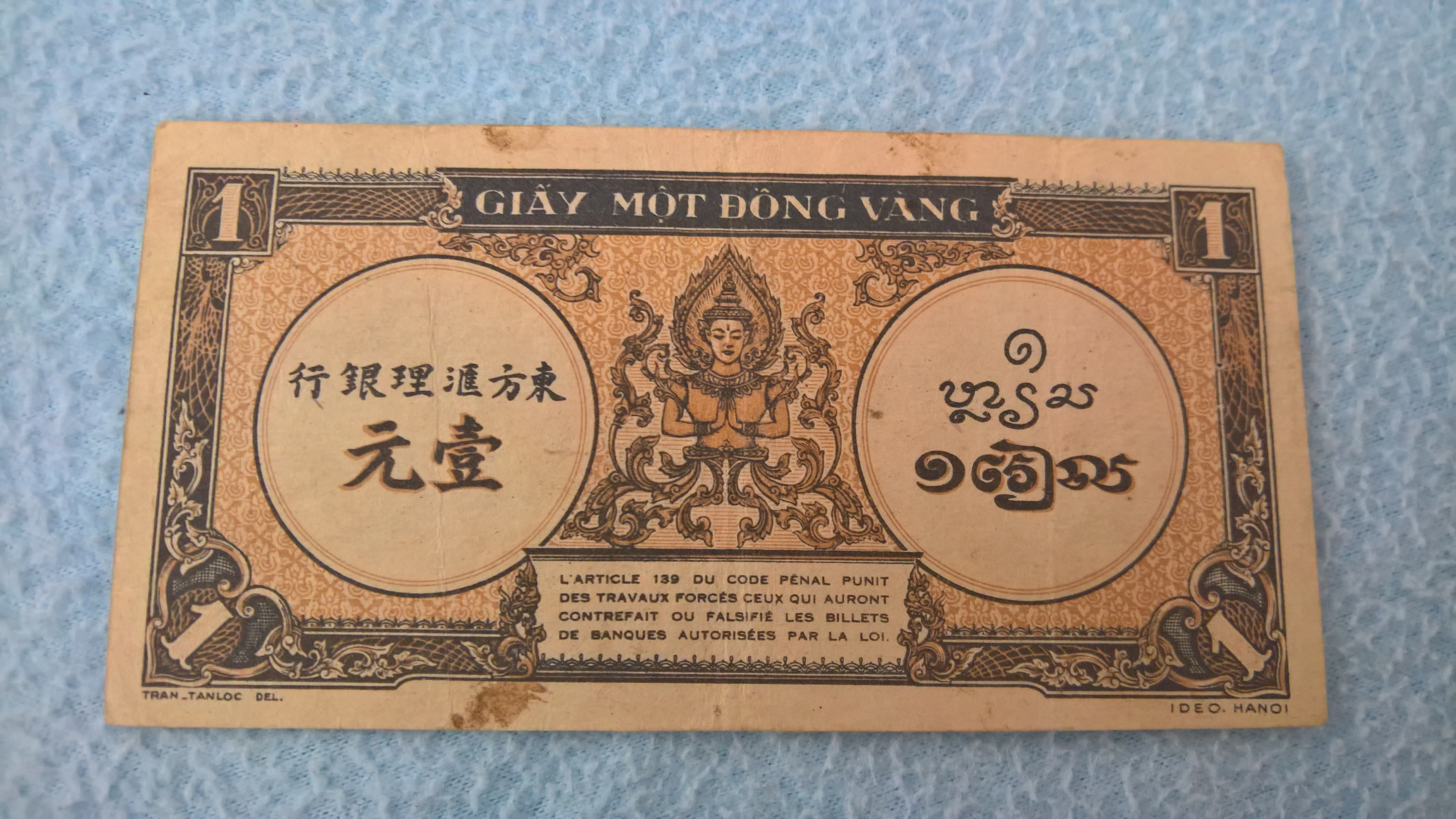
Een bankbiljet van 1 piaster gemaakt tussen 1942 en 1945.

In 1892 introduceerde de Banque de l'Indochine bankbiljetten van 1 piastre en in 1892 werden deze opgevolgd door bankbiljetten van 5 piaster, 20 piaster en 100 piaster. In 1939 werd de bankbiljet van 500 piaster geïntroduceerd en in 1939 introduceerde de Gouvernement General de l'Indochine bankbiljetten van 10 cent, 20 cent en 50 cent, met de bankbiljet van 5 cent die later pas in 1942 werd uitgebracht. In 1945 introduceerde de Banque de l'Indochine bankbiljetten van 50 piaster en in 1947 de 10 piaster.
Vanaf 1953 nam de Institut d'Emission des Etats du Cambodge, du Laos et du Viet-Nam de productie van papiergeld over en in hetzelfde jaar werd een bankbiljet van 1 piaster met de namen van alle drie de staten geïntroduceerd. Tussen 1952 en 1954 waren er bankbiljetten die tegelijkertijd in de piaster als in de lokale Cambodjaanse riel, Laotiaanse kip en Zuid-Vietnamese dong waren gedenomineerd gedrukt, voor Cambodja werden er bankbiljetten van 1, 5, 10, 100 en 200 piaster/riel gemaakt, voor Laos 1, 5, 10 en 100 piaster/kip en voor Zuid-Vietnam 1, 5, 10, 100 en 200 piaster/dong.